# تشارلي ستيفنز
تشارلي ستيفنز هو لاعب هوكي الجليد كندي، ولد في 5 أبريل 1981 في لندن في كندا.

## وصلات خارجية
- تشارلي ستيفنز على موقع دوري الهوكي الوطني (الإنجليزية)
- تشارلي ستيفنز على موقع EliteProspects.com (الإنجليزية)
- تشارلي ستيفنز على موقع Eurohockey.com (الإنجليزية)
- تشارلي ستيفنز على موقع HockeyDB.com (الإنجليزية)
- تشارلي ستيفنز على موقع Hockey-Reference.com (الإنجليزية)